# Adrien Fainsilber
Adrien Fainsilber (* 15. Juni 1932 in Le Nouvion-en-Thiérache, Frankreich; † 11. Februar 2023) war ein französischer Architekt und Stadtplaner. Als sein Hauptwerk gilt die Umwandlung des Schlachthofes von La Villette, eines gescheiterten Bauprojekts der 1960er-Jahre, in ein modernes Technologiemuseum, die Cité des sciences et de l’industrie.

## Leben
Adrien Fainsilber studierte ab 1958 Architektur an der Königlich Dänischen Kunstakademie in Kopenhagen und diplomierte 1960 an der École nationale supérieure des beaux-arts de Paris. Zusammen mit seiner Kollegin Högna Sigurðardóttir nahm er 1967 mit einem gemeinsamen Entwurf am Ideenwettbewerb für die Universität Paris-Nord in Villetaneuse teil und belegte den 1. Platz.
Er arbeitete für den Landschaftsarchitekten Hideo Sasaki in Cambridge (Massachusetts) und war von 1965 bis 1970 Planungsleiter am Institut d’aménagement et d’urbanisme de la région parisienne (IAURP). Im Jahr 1970 gründete er sein eigenes Architekturbüro in Nanterre. Er hatte Beratungsmandate inne, wie für das Département Val-du-Marne (1971–1980) und für das Département Ille-et-Vilaine (1986–1988). Von 1986 bis 1990 war er Chefarchitekt für das Stadtviertel Triangle Sainte-Barbe und Porte d’Aix, beide in Marseille sowie als Chefarchitekt Gardin in Caen (1988–1997), Chefarchitekt Richter und Port Marianne in Montpellier (1990–1997) und als Chefarchitekt Atalante in Rennes (1991–1997).
Fainsilber lehrte an der Université d’Urbanisme Paris (1967–1969) und an der École d’Architecture Paris-Tolbia (1987–1990). Er war unter anderem Mitglied der Académie d’architecture und der Französischen Vereinigung der Stadtplaner sowie Mitglied der International Academy of Architecture. 1986 wurde er mit dem Grand prix national de l’architecture ausgezeichnet.

## Werke (Auswahl)
- 1970 Université Paris-Nord, Centre Littéraire et Juridique, Villetaneuse
- 1975 Université de technologie de Compiègne
- 1975 Centre Scientifique et Polytechnique der Universität Paris-Nord
- 1981 Centre EDF / GDF, Paris La Défense
- 1981 Krankenhauszentrum Évry
- 1985/86 Cité des sciences et de l’industrie et La Géode in Paris
- 1992 Museum der Schönen Künste in Clermont-Ferrand
- 1998 Museum der modernen und Gegenwartskunst in Strasbourg
- 1998 Kinderkrankenhaus C. H. U Purpan der Universität Toulouse
- 2001 Justizpalast in Avignon
- 2001 Bürogebäude Altadis in Paris
- 2002 Kommunale Bibliothek Alcazar in Marseille
- 2003–2007 Krankenhaus für Kinderheilkunde und Geburtshilfe in Lyon